# Insediamento musulmano di Lucera
L'insediamento musulmano di Lucera fu il risultato della precisa volontà di Federico II di deportare circa 20 000 dei sudditi musulmani rimasti in Sicilia nella città pugliese di Lucera (nelle fonti arabe Lūshīra o Lūǧārah). L'insediamento ebbe grande sviluppo per circa un settantennio, prima di essere distrutto nell'anno 1300.

## Nascita dell'insediamento

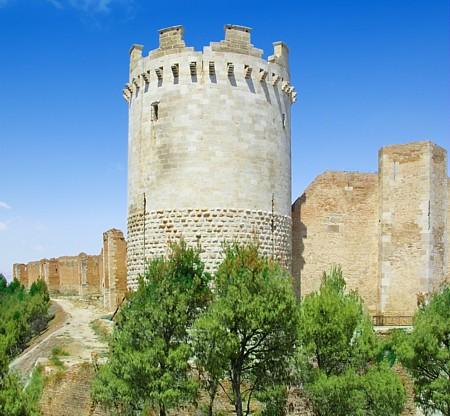
Torre della Leonessa presso la fortezza di Lucera

Lo sbarco dei cristiani Normanni (1061), capitanati da Ruggero d'Altavilla, nella Sicilia araba porta alla successiva nascita del Regno di Sicilia (1130), con la difficile convivenza di varie etnie e diverse fedi religiose.
I domini siciliani, ereditati da sua madre Costanza d'Altavilla, portarono Federico II a esercitare la propria autorità non solo sulla maggioranza cristiana dell'isola, ma anche su aliquote significative di greci, ebrei e arabi musulmani, ivi compreso un più che discreto numero di convertiti in quasi 250 anni di diretta dominazione islamica dapprima (827-1072) e normanna poi (1072-1198).
L'accesso al trono di Federico non comportò la pace sociale e religiosa in Sicilia. La configurazione del territorio dell'isola favoriva infatti l'azione di gruppi di resistenza islamica, speranzosi di ripristinare il dominio dell'Islam in quella che in arabo era stata inizialmente chiamata al-arḍ al-kabīra, "La Terra Grande " (cioè il Meridione peninsulare) e, poi, direttamente in Siqilliyya.

I gruppi più difficili da portare all'obbedienza della corona avevano trovato luoghi di resistenza nelle regioni centrali e occidentali, a Iato come a Entella (dove l'azione era stata anzi guidata da una donna, ricordata dalle cronache cristiane dell'epoca come la Virago d'Entella), tanto che Federico s'era infine deciso, nel 1220, a espellere i musulmani restati in Sicilia (la massima parte era tornata in Nordafrica), o almeno i gruppi meno docili tra cui principalmente la rimanente leadership della comunità islamica, e reinsediarli nell'Italia continentale.
Per il reinsediamento, in un primo momento, furono scelte, oltre la città di Lucera, le località di Girifalco (Calabria) e Acerenza (Lucania). Gruppi minori di musulmani di Sicilia vennero anche deportati nelle località di Stornara, Casal Monte Saraceno (Baselice) e Castelsaraceno.
Tuttavia, i musulmani non accettarono di buon grado la nuova condizione loro imposta, e già nel 1224 a Lucera alcuni di loro si ribellarono, venendo prontamente sottomessi. Nel 1226, una nuova rivolta costrinse l'esercito imperiale a porre l'assedio intorno alla città, risoltosi ancora una volta in un successo. Tuttavia i Saraceni continuarono a fuoriuscire dai confini ad essi imposti, tentando di abbandonare la penisola e di tornare nella loro avita patria di Sicilia, spingendosi fino allo Stretto di Messina e cercando di passare sull'altra sponda. L'ultima notizia di ribellioni e relativa deportazione si ha nel 1246 quando Federico II, proprio da Lucera, scrivendo a Ezzelino da Romano, affermava che le rivolte in Sicilia erano state sedate e che tutti i saraceni venivano ricondotti nella stessa Lucera.
In un primo momento Federico II si limitò a raccomandare alle autorità del posto la massima sorveglianza; poi il 25 dicembre 1239 emanò un decreto, in base al quale tutti i Saraceni del continente dovevano essere rigorosamente confinati nella sola città di Lucera. Le colonie minori come Girifarcum (oggi Girifalco) e Acerenza furono abbandonate.
La popolazione totale della comunità musulmana continentale al suo massimo storico è stata stimata da vari studiosi attorno ai 60.000 individui, in grado di fornire un contingente militare teorico attorno ai 14-15.000 uomini di cui 7-10.000, come riportato dalle varie cronache contemporanee, effettivamente impiegabili sul campo di battaglia. Federico II impiegò consistenti numeri di musulmani di Lucera: circa 7.000-10.000 frombolieri e arcieri erano presenti nella battaglia di Cortenuova del 1237, e si ricorda anche gli assedi del monastero di San Damiano (1240) e di Assisi (1241), che si vogliono conclusi senza alcun danno grazie all'intervento spirituale di santa Chiara. Una volta assicuratasi la fedeltà della colonia saracena, Manfredi, chiamato anche Sultano di Lucera (1258-1266), poté muovere guerra all'esercito pontificio, che sconfisse presso Foggia, per poi assediare Ariano, colpevole di aver appoggiato l'esercito papale, mentre circa 3.000 arcieri costituirono uno dei reparti di élite nella battaglia di Benevento del 1266.
Gli insediamenti al di fuori della Puglia (ovvero quelli di Calabria, Basilicata e Campania) furono ridimensionati a partire dal 1240 ma mai interamente svuotati. Vi fu effettivamente una concentrazione della popolazione musulmana in Puglia ma non esclusivamente a Lucera. I dati, stimati, relativi alla distribuzione della popolazione musulmana nel Regno, per il periodo dopo il 1240, sono i seguenti: 20.000 saraceni a Lucera, 30.000 nelle vicine località della Puglia e i restanti 10.000 nei ridimensionati insediamenti fuori della Puglia.
A Lucera, di fatto capitale politica e culturale della comunità islamica e sede di una residenza reale dei sovrani Svevi, 20.000 ex abitanti siciliani di religione islamica vissero per circa 80 anni, fino al 1300, allorché l'insediamento fu smantellato per ordine del sovrano angioino che allora regnava in Sicilia: Carlo II d'Angiò.

## Caratteristiche dell'insediamento
Esperti agricoltori, i musulmani furono autorizzati a lavorare i campi anche a Lūǧārah. Furono autorizzate loro acquisizioni di terreni agricoli e perfino di abitazioni, dentro la città e nei suoi immediati dintorni. Altra attività loro consentita era il commercio, l'arte medica e l'artigianato. In linea di massima le imposte dovute dai musulmani produttori di reddito di Lucera si aggirava intorno al 10% dei loro proventi.
Non mancarono, com'è intuibile, frizioni con l'elemento cristiano, che talvolta si lamentò con l'imperatore per pretese disparità di trattamento ricevute, e ciò a dispetto che Federico si fregiasse della suprema dignità del Sacro Romano Impero.
Un tentativo dei musulmani, esperito nel 1239, di tornare in Sicilia fu impedito con la forza dalle autorità imperiali, che rispedirono a Lucera quanti erano riusciti a sbarcare nell'Isola.
La colonia musulmana fu percorsa da frati domenicani che, su autorizzazione fredericiana avvenuta nel dicembre del 1233, si dedicarono alla predicazione e al tentativo di convertire "gli infedeli" e gli israeliti presenti nella cittadina. I risultati furono decisamente deludenti, malgrado la Chiesa nel 1215 avesse cercato di effettuare pressioni fortemente discriminatorie chiedendo, nel suo IV Concilio Ecumenico Lateranense, che musulmani ed ebrei (definiti servi camerae, cioè proprietà personale della Corona) indossassero vestiti che ne consentissero un'immediata identificazione. Ciò si accompagnava tuttavia al permesso dell'imperatore che gli israeliti di Trani, particolarmente numerosi a quell'epoca, edificassero per i propri culti una sinagoga.
La comunità islamica di Lucera aveva piena facoltà di praticare i propri culti. Fruiva di una moschea-cattedrale (jāmiʿ), di scuole coraniche (Agarenorum gymnasia), di un istituto scientifico (Dār al-'Ilm) testimoniato da un ambasciatore musulmano presso Manfredi nel 1261 e di un qadi, in grado di dirimere le controversie che fossero insorte fra i musulmani, col ricorso ai dettami della shari'a.
L'attività principale dei musulmani era però il servizio militare agli ordini dell'imperatore. Particolarmente apprezzati erano i loro arcieri, che combatterono per gli Svevi in Italia settentrionale contro i Comuni, e per gli Angioini di Carlo I in Sicilia, Romania e Albania. L'equipaggiamento difensivo del fante saraceno si componeva di imbottiture per il busto e la testa, un piccolo elmo a calotta per la testa in metallo e una rotella, un piccolo scudo che permetteva movimenti veloci. A seconda dell'inquadramento negli schieramenti l'ausiliare poteva avere una spada e un pugnale a punta accompagnati o da un arco composito, di cui erano provetti artigiani, o da una balestra o da una lancia.
Il loro soldo poteva essere accompagnato, in caso di comportamento particolarmente apprezzato, dall'esenzione dell'imposta.

## Epilogo
Dopo la battaglia di Benevento che vide Carlo I d'Angiò vincitore di Manfredi, gli abitanti di Lucera si sottomisero al nuovo Re. Ma alle notizie della discesa di Corradino nella penisola nel 1267 la colonia diede inizio ad una lunga ribellione per appoggiarlo, che divampò per tutto il Regno a partire dal 2 febbraio 1268. Dal 20 maggio 1268 Carlo giunse personalmente a condurre l'assedio alla città, lasciandolo poco dopo per preparare le difese contro il giovane nipote di Federico II che puntava proprio a ricongiungersi con i fedeli musulmani per riconquistare il Regno di Sicilia. Dopo la famosa battaglia di Tagliacozzo, Carlo I d'Angiò tornò sui suoi passi e prese per fame – al termine di un durissimo e impegnativo assedio – la città, che si arrese definitivamente il 27 agosto 1269. Carlo I d'Angiò conservò la colonia musulmana, confermandola in tutti i suoi precedenti privilegi, in cambio del pagamento da parte loro d'un oneroso tributo. Una nota di particolare interesse è che a capo della ribellione e della città musulmana ci fosse un cristiano, Guglielmo de Parisio a quel tempo feudatario di diverse terre di Capitanata, che alla notizia della sconfitta di Corradino fuggì verso sud ma fu catturato e poi condannato alla pena capitale.
Tutta questa moderazione era in qualche modo connessa anche all'imminente organizzazione dell'VIII Crociata, condotta dal fratello di Carlo, Luigi IX di Francia, che in effetti si mosse nel 1270 alla volta di Tunisi, al suo totale fallimento e alla conseguente morte del re-santo.
Carlo I fece tuttavia rafforzare le difese del Castello Svevo e costruire una fortezza che potesse ospitare un numero di soldati sufficiente al controllo della città. Cercò poi di dar vita in Lucera a una colonia provenzale, assicurando ai coloni esenzione completa dalle tasse e concedendo gratuitamente terra, casa, soldi e animali. L'iniziativa si risolse in un sostanziale insuccesso: delle 240 famiglie richieste dal re soltanto 100 raccolsero lʹappello; e successivamente i coloni, insoddisfatti del clima e dell'ambiente, preferirono emigrare in Valmaggiore.
Alla morte di Carlo I la situazione cambiò drasticamente. Il figlio e successore, Carlo II, nel 1289 aveva già provveduto a espellere gli ebrei dai suoi domini dell'Angiò e del Maine e a organizzare la strage della comunità ebraica di Napoli (tutti gli ebrei presenti in città erano stati massacrati e i loro corpi ammucchiati nel vicolo, detto da quel momento Scannagiudei). Nel 1300 una soluzione finale fu da lui presa anche nei confronti dei musulmani di Lucera. A quanto sembra gli espropri che ne derivarono servirono all'angioino per saldare vari suoi debiti coi banchieri fiorentini.
Con il beneplacito di papa Bonifacio VIII, nell'anno del primo Giubileo, l'assalto fu condotto dal conte di Altamura, Giovanni Pipino. Poche famiglie abbienti di musulmani optarono per una rapida, quanto opportuna, conversione al Cristianesimo, gli altri furono trasportati nei centri di mercato per essere venduti come schiavi. La moschea di Lucera fu distrutta. Durante i trasferimenti, gruppi di campagnoli assalivano le colonne uccidendo chiunque e impossessandosi dei loro beni. A tale atteggiamento ostile contribuiva, oltre al fanatismo religioso e al desiderio di un cospicuo bottino, il timore che lʹafflusso di altri lavoratori nelle terre demaniali potesse nuocere ai vecchi abitanti. Complessivamente, secondo Pietro Egidi, vennero venduti circa diecimila musulmani.